# Gemerské Dechtáre
Gemerské Dechtáre es un municipio del distrito de Rimavská Sobota en la región de Banská Bystrica, Eslovaquia, con una población estimada a final del año 2024 de 413 habitantes.
Se encuentra ubicado al este de la región, en la cuenca hidrográfica del río Sajó —un afluente derecho del río Tisza— y cerca de la frontera con la región de Košice y con Hungría.

## Demografía
| Año        | 1994 | 2004    | 2014    | 2024    |
| ---------- | ---- | ------- | ------- | ------- |
| Población  | 488  | 448     | 442     | 413     |
| Diferencia |      | −8,19 % | −1,33 % | −6,56 % |

| Año        | 2023 | 2024    |
| ---------- | ---- | ------- |
| Población  | 417  | 413     |
| Diferencia |      | −0,95 % |